# Richelle Plantinga
Richelle Plantinga (Zandvoort, 14 juli 1999) is een Nederlands (jeugd)actrice.

## Biografie
Plantinga debuteerde op zevenjarige leeftijd als actrice in de televisieserie Van Speijk. Haar eerste buitenlandse rol had Plantinga in de Duitse televisieserie Zügvogel. In 2023 verkreeg ze een rol in het tweede seizoen van de serie Swanenburg. Een jaar later speelde Plantinga in de op de Moord op Marianne Vaatstra geïnspireerde televisieserie Een van Ons. De nabestaanden hadden veel kritiek op het uitbrengen van de serie, met daarin Plantinga in de rol van Annie Boonsma, een op Marianne Vaatstra geïnspireerde rol.